# Winston Halapua
Winston Halapua (* 1945 in Tonga) ist ein anglikanischer Geistlicher und seit 2010 Bischof der Anglican Church in Aotearoa, New Zealand and Polynesia.

## Leben
Halapua, ein Sohn des Pfarrers und späteren Bischofs Fine Halapua, studierte anglikanische Theologie in Neuseeland. Nach der Ordination 1972 absolvierte er ein Aufbaustudium in Birmingham. Ab 1977 arbeitete er in Suva, der Hauptstadt Fidschis, zuerst als Gemeindepfarrer, dann als Leiter des St John’s College. Er studierte berufsbegleitend Soziologie und wurde 2002 in diesem Fach an der University of the South Pacific promoviert. 
1996 übernahm der das Amt des Direktors des Theologischen Kolleges der Diözese Polynesien in Auckland. Zugleich dozierte er an der theologischen Abteilung der University of Auckland. 2005 wurde er zum Assistenzbischof der Diözese Polynesien geweiht. Nach dem Tod des langjährigen Erzbischofs Jabez Bryce im Februar 2010 wurde Halapua im Mai zu dessen Nachfolger gewählt. Er ist einer der drei Erzbischöfe der Anglican Church in Aotearoa, New Zealand and Polynesia.
Als Autor verfasste Halapua mehrere Werke über Religion, Politik und Militär im Inselstaat Fidschi.

## Werke (Auswahl)
- Living on the fringe: Melanesians in Fiji. Institute of Pacific Studies, Suva 2001, ISBN 978-982-02-0315-0 (englisch).
- Tradition, Lotu & Militarism in Fiji. Institute of Applied Studies, Fiji 2003, ISBN 978-982-301-021-2 (englisch).
- Waves of God's embrace: sacred perspectives from the ocean. Canterbury Press, London 2008, ISBN 978-1-85311-922-4 (englisch).
- The role of militarism in the politics of Fiji. VDM Verlag Dr. Müller, Saarbrucken, Germany 2010, ISBN 978-3-639-28064-7 (englisch).